# Industrie-Park Am Silberberg
IPAS este abrevierea denumirii Industrie-Park Am Silberberg care este un teritoriu industrial din districtul Euskirchen. Parcul industrial  s-a numit până la începutul anul 1980 Gewerbegebiet Großbüllesheim/Wüschheim ea se întinde pe un fost teren agricol pe care administrația locală l-a cedat ca teren destinat industriei. Aici și-a clădit o filială concernul american Procter & Gamble care producea inițial scutece pentru copii, exportate   în peste 30 de țări. Parcul industrial se întinde pe o suprafață de 2 milioane m2 fiind cel mai întins teritoriu industrial din districtul Euskirchen. Pe teritoriul parcului industrial se află peste 60 de firme care au ca.  3.000 de angajați. S-a prevăzut ca pe viitor acest parc se va extinde cu încă  2 milioane m2. Investori interesați la acest proiect sunt printre altele firmele producătoare de autovehicole DaimlerChrysler (smart), Toyota și BMW. IPAS are o amplare în apropierea de autostrada A 61 și dispune de o cale ferată proprie, pe lângă asta s-a preconizat legarea ei cu șoseaua  B 56 care ar asigura legătura cu autostrada A 1. Mai sunt în plan costruirea unui hotel, restaurant și o pompă de benzină pe o suprafață de 10.000 m².

Coordonate: 50° 41′ 27″ N, 6° 49′ 40″ E